# Hans-Heinrich Hatlapa
Hans-Heinrich Max Hatlapa (* 27. Mai 1920 in Uetersen; † 4. März 2009 auf dem Forsthof Eekholt in Großenaspe) war ein deutscher Unternehmer und Pionier des Naturschutzes.

## Leben
Hatlapa wurde als ältester Sohn von Max und Johanna Hatlapa, geb. Strecker, in der holsteinischen Stadt Uetersen geboren. Er wuchs in Uetersen auf und legte dort 1938 am Ludwig-Meyn-Gymnasium das Abitur ab. Hatlapa wurde 1938 zum Reichsarbeitsdienst und anschließend zur Luftwaffe eingezogen. Bereits zu Beginn des Krieges wurde er in Norwegen über Narvik abgeschossen und gelangte in kanadische Kriegsgefangenschaft. Während der Gefangenschaft begann er zunächst ein Medizin- und später ein Betriebswirtschaftsstudium. 
Nach dem Krieg arbeitete Hatlapa als Prokurist in der Hatlapa Uetersener Maschinenfabrik seiner Eltern. Er übernahm 1951 die Geschäftsführung dieses Schiffsausrüster-Unternehmens und wurde 1956 schließlich Mitinhaber. Seinem Verhandlungsgeschick wird zugeschrieben, dass die Anlagen der Hatlapa-Maschinenfabrik nach dem Krieg nicht von den Besatzungsmächten demontiert wurden. 
Mit der Zeit zog sich Hatlapa zunehmend aus dem operativen Geschäft der Maschinenfabrik zurück. Gemeinsam mit seiner Frau Theda, geborene Gräfin Finck von Finckenstein (* 1929), die er 1954 geheiratet hatte, setzte er sich nun verstärkt für die Erhaltung der Natur ein. So war ihm die Bewahrung des Flusses Osterau vor der Zerstörung durch eine Begradigung ab den 1950er Jahren ein wichtiges Anliegen. Zur Rettung der naturbelassenen Osterau gründete er im Mai 1970 im Segeberger Forst beidseitig des Flusses ein Rotwildforschungsgehege, aus dem bald der Wildpark Eekholt hervorging. Letzteren baute Hatlapa zu einer Umweltbildungsstätte aus. 
Verdienste erwarb sich der passionierte Jäger insbesondere auch auf dem Gebiet der Distanzinjektion und medikamentösen Immobilisation bei Wildtieren. 
Nach langer Krankheit starb Hatlapa am 4. März 2009 in seinem Haus im Wildpark Eekholt.

## Werke
- 1974 (gemeinsam mit Heinrich III Prinz Reuss): Wild in Gehegen. Haltung, Ernährung, Pflege, Wildnarkose. Hamburg
- 1982 (gemeinsam mit Henning Wiesner): Die Praxis der Wildtierimmobilisation. Hamburg
- 1985 Geschichten aus Eekholt. Heiteres und Ernstes mit Menschen und Tieren erlebt. Eekholt
- 1986 Eekholter Geschichten. Heiteres und Ernstes aus dem Alltag eines Wildparks. Neumünster

## Ehrungen
- 1989: Verleihung der Ehrendoktorwürde eines Dr. sc. paed. h.c. durch die Erziehungswissenschaftliche Fakultät der Christian-Albrechts-Universität Kiel
- 1997: Bundesverdienstkreuz I. Klasse
- 2000 (gemeinsam mit Ehefrau Theda): Heinz-Sielmann-Ehrenpreis der Heinz-Sielmann-Stiftung
- Ehrenbürger der Gemeinde Großenaspe
- 2006 Lornsen-Kette des Schleswig-Holsteinischen Heimatbundes[1]